# Eulogio Saldías
Eulogio Santiago Saldías Peña (Callao, 30 de diciembre de 1857-Lima, 26 de abril de 1942) fue un marino, doctor en ciencias matemáticas y docente universitario peruano. Luchó en la defensa de Arica durante la guerra del Pacífico (1880).

## Biografía
Hijo de José María Saldías y Tomasa Peña. Su padre era oficial del cuerpo político de la armada. En 1871 ingresó a la Escuela Naval del Perú, egresando como guardiamarina en 1876.
Sirvió a bordo de varios buques de la armada peruana, como la Independencia, Apurímac, Unión y Chalaco. También sirvió en la marina mercante, navegando hasta Estados Unidos y Europa.

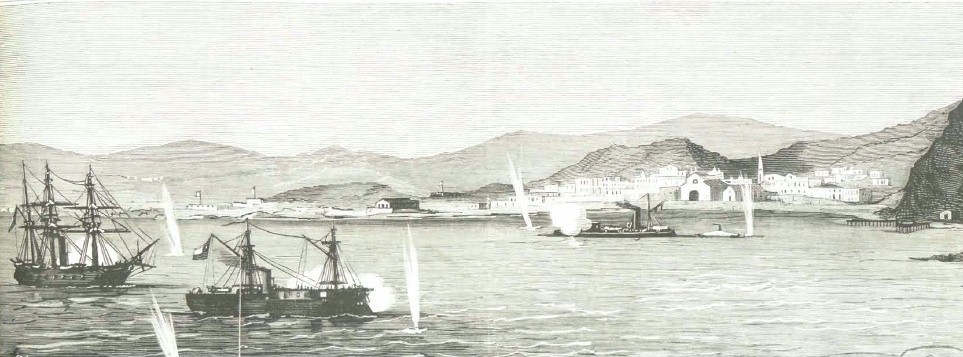
Eulogio Saldías estuvo a bordo del Monitor Manco Cápac durante la defensa de Arica, asediada por las fuerzas chilenas en 1880.

Al estallar la guerra con Chile, participó en la defensa del puerto de Arica a bordo del monitor Manco Cápac. Allí se mantuvo hasta el final de la lucha, cuando el 7 de junio de 1880 el comandante de dicho monitor ordenó el hundimiento de su nave. Tomado prisionero por los chilenos, fue enviado a San Bernardo, donde permaneció confinado hasta 1881, cuando se le permitió regresar al Callao. Antes, se negó a hacer el juramento de no volver a tomar las armas contra Chile.
A principios de 1882 decidió abandonar temporalmente el Perú. Pasó a Guayaquil, donde el presidente del Ecuador, general Ignacio de Veintemilla le ofreció, a cambio de adoptar la nacionalidad ecuatoriana, el comando del vapor de guerra Santa Lucía. Rechazó esa oferta.
Se trasladó luego a Colombia, radicándose en Panamá, donde fue nombrado cónsul del Perú. En dicha ciudad se casó con la dama francesa Clotilde Maninat (1886), con quien se mudó a Venezuela. En este país fundó y dirigió un instituto educativo denominado Colegio Galileo. También ejerció como cosmógrafo del Estado Falcón Zulia (1888).
En 1895 regresó al Perú. En 1898 fue nombrado profesor de la Escuela Naval, encargándose de varias asignaturas. En 1909 se graduó en la Facultad de Ciencias de la Universidad Mayor de San Marcos, como doctor en ciencias matemáticas. En dicha facultad llegó a ser catedrático principal titular, por concurso, encargándose de los cursos de Trigonometría esférica y Geometría analítica (1912).
En 1913 fue ascendido al rango de capitán de navío. Entre los diversos cargos que desempeñó están los de director de la Escuela Naval, capitán del puerto de Mollendo y Paita, comandante principal de las milicias navales, prefecto del departamento de Áncash, director de la Escuela Náutica y director del Colegio Guadalupe.

## Descendencia
Su hijo, Roque Saldías Maninat (1892-1974), hizo una destacada carrera como marino, llegando hasta el máximo grado de vicealmirante de la Armada Peruana. Fue también ministro de Estado en el despacho de Marina y otras carteras en diversos gobiernos, correspondiéndole el mérito de ser el iniciador de la modernización de la Marina de Guerra del Perú.

## Publicaciones
- 1896: Manual del marinero.[2]
- 1896: Recomendaciones instructivas para los oficiales de Marina.[2]